# Викен, Эмма
Эмма Вике́н (швед. Emma Wikén; род. 1 мая 1989, Осарне, Емтланд) — шведская лыжница, призёрка чемпионата мира 2013 года в эстафете, многократная призёрка юниорских и молодёжных первенств планеты. Более успешно выступает в дистанционных гонках.

## Карьера
В Кубке мира Викен дебютировала 6 марта 2010 года. На следующий день впервые попала в десятку лучших на этапе Кубка мира, в эстафете. Всего на сегодняшний момент имеет 4 попадания в десятку лучших на этапах Кубка мира, 3 в командных гонках и 1 в личных. Лучшим достижением Викен в общем итоговом зачёте Кубка мира является 83-е место в сезоне 2011/12.
За свою карьеру принимала участие в одном чемпионате мира. На мировом первенстве 2013 года завоевала серебряную медаль в эстафете, кроме того была 14-й в скиатлоне 7,5+7,5 км и 19-й в гонке на 10 км свободным стилем.
Использует лыжи производства фирмы Fischer.